# Немогуће (ТВ серија)
Немогуће (енгл. The Nevers) је америчка научнофантастично-драмска телевизијска серија творца Џоса Видона за HBO. Серија је продуцирана од стране HBO-а и Mutant Enemy Productions-а са извршним продуцентима укључујући Видона, Филипу Гослет, Дага Петрија, Џејн Еспенсо, Ајлин С. Ландерс и Бернадет Коулфилд. Премијера серије била је 11. априла 2021. године. Премијера серије била је 12. априла 2021. године у Србији.

## Радња
Смештена у викторијански Лондон, прати групу људи—углавном жена—који изненада стичу натприродне способности. Сада, такозвани „Одабрани” покушавају да пронађу место за себе у ригидном викторијанском друштву.

## Улоге

### Главне
| Глумац           | Улога                 |
| ---------------- | --------------------- |
| Лора Донели      | Амалија Тру           |
| Оливија Вилијамс | Ливинија Бидлоу       |
| Џејмс Нортон     | Хјуго Свон            |
| Том Рајли        | Огустус „Оги” Бидлоу  |
| Ен Скели         | Пенанс Адејр          |
| Бен Чаплин       | детектив Френк Манди  |
| Пип Торенс       | лорд Масен            |
| Закари Момо      | доктор Хоратио Кузенс |
| Ејми Менсон      | Меледи                |
| Ник Фрост        | Деклан Оран           |
| Рошел Нејл       | Ени Керби             |
| Еленор Томлинсон | Мери Брајтон          |
| Денис О'Хер      | доктор Едмунд Хејг    |

### Споредне
| Глумац              | Улога            |
| ------------------- | ---------------- |
| Кирнан Сонија Сауар | Харијет Хаур     |
| Елизабет Берингтон  | Луси Бест        |
| Ела Смит            | Дезире Блоџет    |
| Вајола Претеџон     | Миртл Хелиш      |
| Ана Девлин          | Прајморс Чатовеј |
| Вини Хевен          | Нимбл Џек        |
| Мартин Форд         | Николас Пирбел   |

## Епизоде
| Бр. еп. | Наслов | Редитељ      | Сценариста    | Премијера       | Гледаност у САД (милиони) |
| ------- | ------ | ------------ | ------------- | --------------- | ------------------------- |
| 1       |        | Џос Видон    | Џос Видон     | 11. април 2021. | N/A                       |
| 2       |        | Џос Видон    | Џејн Еспенсон | 18. април 2021. | N/A                       |
| 3       |        | Дејвид Семел | Кевин Ло      | 25. април 2021. | N/A                       |
| 4       |        | Дејвид Семел | Мадури Шекар  | 2. мај 2021.    | N/A                       |
| 5       |        | Џос Видон    | Мелиса Игбол  | 9. мај 2021.    | N/A                       |
| 6       |        | Зетна Фонтес | Џејн Еспенсон | 16. мај 2021.   | N/A                       |